# Elizabeth Gleadle
Elizabeth Gleadle (Vancouver, 5 de diciembre de 1988) es una deportista de Canadá que compite en atletismo.
Ganó dos medallas en los Juegos Panamericanos, oro en 2015 y plata en 2019, ambas en la prueba de lanzamiento de jabalina. Participó en tres Juegos Olímpicos.